# Melicope vieillardii
Melicope vieillardii är en vinruteväxtart som beskrevs av Henri Ernest Baillon och André Guillaumin. Melicope vieillardii ingår i släktet Melicope och familjen vinruteväxter. Inga underarter finns listade i Catalogue of Life.